# Muhlenbergia villiflora
Muhlenbergia villiflora är en gräsart som beskrevs av Albert Spear Hitchcock. Muhlenbergia villiflora ingår i släktet muhlygräs, och familjen gräs. Inga underarter finns listade i Catalogue of Life.